# メル・コリンズ
メル・コリンズ（Mel Collins、本名メルヴィン・デスモンド・コリンズ、1947年9月5日 - ）は、イギリスのミュージシャン、木管楽器奏者（サクソフォーン、フルート）。スタジオ・ミュージシャンとして精力的に活動して、数多くのアルバム制作に参加。キング・クリムゾンやココモのメンバーとしても知られる。

## 来歴
イギリス王室属領マン島出身。戦前からBBC専属のサクソフォーン奏者として数多くの録音をこなしたセッションマンである父親の影響で、幼い頃からジャズに親しんだ。2002年のインタビューではチャールズ・ミンガスやソニー・ロリンズから影響を受けていたと語っている。10歳でピアノを、12歳でクラリネットを始め、その後サクソフォーンに転向した。
ロンドン南部クロイドンを拠点にローカルバンドを渡り歩き、労働許可証が貰える18歳の誕生日を迎えた1965年9月から、The Dagoesというツアーサポートバンドに参加。ボ・ディドリー、P.J.プロビーのコンサートで演奏した。『メロディ・メイカー』誌の募集記事を頼りに、1966年5月16日からフィリップ・グッドハンド・テイト（Phillip Goodhand-Tait）率いるザ・ストームズヴィル・シェイカーズ（The Stormsville Shakers）に加入、初めてレコーディングに参加した。同バンドは1967年にサーカスと改名して同年からシングル2枚、テイトがソロ歌手として独立した後の1969年にアルバムを発表した。
1970年、ロバート・フリップ（ギター、メロトロン）が率いるプログレッシブ・ロック・グループのキング・クリムゾンのセカンド・アルバム『ポセイドンのめざめ』のレコーディングにゲスト参加。その後、正式メンバーになり、アルバム『リザード』『アイランズ』の制作に携わり、コンサートではフリップと分担してメロトロンも演奏した。キング・クリムゾンは1972年春のアメリカ・ツアーが終了すると同時に解散し、コリンズは同僚のボズ・バレル、イアン・ウォーレスと共にアメリカに残り、アレクシス・コーナーが率いるスネイプのメンバーとなった。彼は『アイランズ』の発表直後にキング・クリムゾンを去ったピート・シンフィールド（作詞、照明）が1973年に発表したアルバム『スティル』の制作に参加し、収録曲の一曲をシンフィールドらと共作した。またフリップが結成した新しいキング・クリムゾンのアルバム『レッド』（1974年）にゲスト参加した。
その後はスタジオ・ミュージシャンとして膨大な数のアルバムに参加した。また、1974年から1976年にかけてココモの正式メンバーとしても活動した。1977年にはブライアン・フェリーのワールド・ツアーのバンドに加入し、フェリーの初の日本公演で初来日。その後、キャメルに参加して1979年1月の初の日本公演に同行し、その後も度々レコーディングやライブにゲスト参加した。また1978年にはローリング・ストーンズの世界的ヒット曲「ミス・ユー」でサックス・ソロを担当した。1980年代にもスタジオ・ミュージシャンとして活動を続け、ティナ・ターナー『プライヴェート・ダンサー』（1984年）やティアーズ・フォー・フィアーズ『シャウト』（1985年）といった世界的な大ヒット・アルバムで演奏。中島みゆきのアルバム『夜を往け』（1990年）のレコーディングにも携わった。また、1982年にはココモの再結成に参加した。

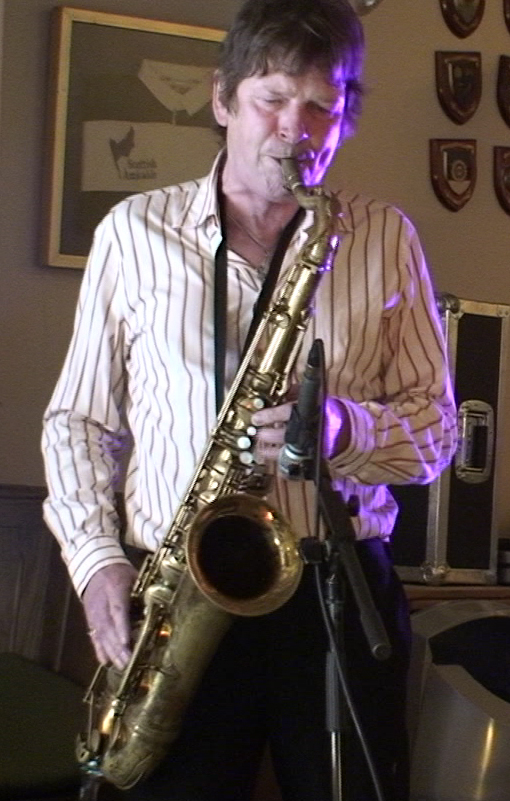
ココモの公演にて（2008年）

2002年には、キング・クリムゾンのオリジナル・メンバーであるイアン・マクドナルドやマイケル・ジャイルズらと共に、キング・クリムゾンの初期の楽曲を再演する「21stセンチュリー・スキッツォイド・バンド」を結成した。2003年には、フリップが主宰するディシプリン・グローバル・モービルが通信販売したキング・クリムゾン・コレクターズ・クラブの『ライヴ・イン・オーランド、FL 1972』にライナーノーツを提供した。
2011年、フリップが主導する「キング・クリムゾン・プロジェクト」のアルバム『ア・スケアシティ・オブ・ミラクルズ』の制作に参加し、1974年の『レッド』へのゲスト参加以来、37年振りにフリップと共演した。そして2013年、フリップがキング・クリムゾンを再始動した時に正式メンバーとして復帰。ライブ活動を行い、最後のツアーに相当する2021年12月の日本公演まで在籍した。

## 共演したミュージシャン
メル・コリンズがレコーディングやライブをサポートしたミュージシャンの一覧。姓またはバンド名の五十音順。
- アラン・パーソンズ・プロジェクト
- ロジャー・ウォーターズ
- キャメル
- キング・クリムゾン
  - キング・クリムゾン・プロジェクト
- クラナド
- エリック・クラプトン
- ゴー・ウエスト
- アレクシス・コーナー
- ココモ
- ジョー・コッカー
- サーカス
- デヴィッド・シルヴィアン
- ピート・シンフィールド
- クリス・スクワイア

- スティック・メン[8]
- ストレイ・キャッツ
- スモール・フェイセス
- ティナ・ターナー
- ダイアー・ストレイツ
- ティアーズ・フォー・フィアーズ
- 21stセンチュリー・スキッツォイド・バンド
- 中島みゆき
- コリー・ハート
- ロバート・パーマー
- コージー・パウエル
- アニー・ハズラム
- バッド・カンパニー
- ハンブル・パイ
- アンソニー・フィリップス

- ブライアン・フェリー
- エイドリアン・ブリュー
- ゲイリー・ブルッカー
- グラハム・ボネット
- フィル・マンザネラ
- ミートローフ
- ユーライア・ヒープ
- リチャード・ライト
- フィル・ライノット
- ジェリー・ラファティ
- アルヴィン・リー
- クリフ・リチャード
- ローリング・ストーンズ
- ビル・ワイマン
- ワン・チャン

## ディスコグラフィ

### ソロ
- Saxophone Ballads (1987年) ※西ドイツ盤LPのみ

### フィリップ・グッドハンド・テイト・アンド・ザ・ストームズヴィル・シェイカーズ
- "You can’t take love / J.C.Greaseburger" (1966年12月2日) ※シングル
- The Stormsville Shakers (1966年) ※パリでの録音を含む4曲入りEP、フランス盤のみ
- 1965 & 1966 / Ricky-Tick...40 Years On (2008年)
- 『1965/67』 - 1965-1967 (2012年) ※レア音源集

### サーカス
- "Gone Are The Songs Of Yesterday / Sink Or Swim" (1967年8月8日) ※シングル
- "Do You Dream? / House Of Wood" (1968年3月8日)　※シングル
- 『サーカス』 - Circus（1969年）
- When Circus Came To Stormsville 1967 (2009年) ※未発表スタジオ音源
- One And One Is Two: Complete Recordings 1965-1967 (2015年5月) ※ザ・ストームズヴィル・シェイカーズ時代も含めたシングル+EP+未発表曲集

### キング・クリムゾン
- 『ポセイドンのめざめ』 - In the Wake of Poseidon (1970年)
- 『リザード』 - Lizard (1970年)
- 『アイランズ』 - Islands (1971年)
- 『アースバウンド』 - Earthbound (1972年)
- 『レッド』 - Red (1974年)
- 『レディース・オブ・ザ・ロード』- Ladies of the Road (2002年)
- Live at the Orpheum (2015年)
- Live in Toronto (2016年)
- 『ラディカル・アクション〜ライブ・イン・ジャパン＋モア』 - Radical Action to Unseat the Hold of Monkey Mind (2016年)
- 『ライヴ・イン・ウィーン 2016＋ライヴ・イン・ジャパン 2015』 - Live in Vienna (2017年)
- Sailors' Tales (1970-1972)  (2017年)
- 『ライブ・イン・シカゴ 2017』- Live in Chicago 28 June 2017 (2018年)
- 『メルトダウン〜ライブ・イン・メキシコ』- Meltdown: Live in Mexico City (2018年)

ア・キング・クリムゾン・プロジェクト
- 『ア・スケアシティ・オブ・ミラクルズ』 - A Scarcity of Miracles (2011年)

### アレクシス・コーナー
- 『アクシデンタリー・ボーン・イン・ニューオーリンズ』 - Accidentally Born in New Orleans (1973年) ※アレクシス・コーナー＆スネイプ名義
- 『ライヴ・オン・ツアー・イン・ジャーマニー』 - Live On Tour In Germany (1973年) ※Alexis Korner & Peter Thorup With Snape名義
- Alexis Korner (1974年) ※ドイツとオーストラリア盤のみ

### ココモ
- 『ファンキー・マシーン★ココモ1号』 - Kokomo (1975年)
- 『ライズ・アンド・シャイン』 - Rise and Shine! (1976年)
- 『ココモ』 - Kokomo (1982年)
- 『ライヴ・イン・コンサート』 - Live in Concert, 1975 (1998年)
- 『トゥ・ビー・クール』 - To Be Cool (2004年) ※未発表音源集

### キャメル
- 『雨のシルエット』 - Rain Dances (1977年)
- 『ブレスレス - 百億の夜と千億の夢 -』 - Breathless (1978年)
- 『ライヴ・ファンタジア』 - A Live Record (1978年)
- 『リモート・ロマンス』 - I Can See Your House from Here (1979年)
- 『ヌードの物語 - Mr.Oの帰還 -』 - Nude (1981年)
- 『プレッシャー・ポインツ - キャメル・ライヴ -』 - Pressure Points (1984年)

### デヴィッド・バイロン・バンド
- 『オン・ザ・ロックス』 - On the Rocks (1981年)

### 21stセンチュリー・スキッツォイド・バンド
- 『オフィシャル・ブートレグ Vol.1』 - Official Bootleg V.1 (2002年)
- 『ライヴ・イン・ジャパン 2002』 - Live in Japan (2003年) ※CD＋DVD
- 『ライヴ・イン・イタリー』 - Live in Italy (2003年)
- 『ピクチャー・オブ・ア・シティー ライヴ・イン・ニュー・ヨーク』 - Pictures of a City – Live in New York (2006年)